# 植原亮輔
植原 亮輔（うえはら りょうすけ、1972年-）は、日本のクリエイティブ・ディレクター、アートディレクター、グラフィックデザイナー。

## 来歴
北海道生まれ、多摩美術大学卒。DRAFT.,Ltd.を経て2012年に渡邉良重と共にKIGIを設立。企業やブランドのアートディレクション、グラフィックデザイン、空間ディレクション、プロダクトデザインのほか、アートプロジェクト等にも参加。展覧会やイベント等を企画しながらクリエイションの“場”を作る活動も行う。

## 主な仕事
- 「D-BROS」のプロダクトデザイン (1999-)
- 仙台のベーカリー&カフェ「CASLON」 (1999)
- JAGDA新人賞を受賞 (2001)[1]
- ファッションブランド「MIHARA YASUHIRO」 インビテーション (2002)
- ラフォーレ原宿・年間イメージ広告 (2005)
- ファッションブランド「THEATRE PRODUCTS」 シーズンビジュアル (2006-)
- 凸版印刷・グラフィックトライアル「Repetition on surface」ポスター (2009)
- セレクトリサイクルショップ「PASS THE BATON」 (2009-)
- 「implosion-explosion」(2012-2013)
- 那須塩原の複合施設「森をひらくこと T.O.D.A」 (2012)
- 静岡の文化複合施設「クレマチスの丘」10周年企画 (2012)
- Every Little Thingツアー「ON’N’ON」グッズ (2013)
- 沖縄のプロダクト「琉Q」 (2013-)
- スパイラル「BOUTIQUE!」展 (2014)
- プロダクトブランド「KIKOF」 (2014-)
- アプリ「MERRY BOOK ROUND」 (2014)
- ギャラリー&ショップ「OUR FAVOURITE SHOP」をオープン (2015-)
- 石川直樹「この星の光の地図を写す」展 (2016-2019)
- D-BROSの直営店「D-BROS at GINZA SIX」(2017-2020)
- 大谷地域ポータルサイト「Oya,Stone City」 (2019)
- 高島屋「美と、美と、美。資生堂のスタイル」展 (2019)
- 最もシンプルな結婚式のブランド「iwaigami」 (2019-)
- アーツトワダ「インター + プレイ」展 (2020-2022)
- インターコンチネンタル横浜Pier8の施設内アートワーク (2020)
- 白井屋ホテルの客室内アートワーク (2020)
- 資生堂・THE GINZA銀座五丁目2周年「GINZA!GINZA!GINZA!」 (2020)
- スキンケアブランド「RAFRA」リニューアル (2021)

## 主な展覧会
- 「D-BROS GとPのあいだ」展　スパイラル (2006)
- 「チョコレート」展　21_21 DESIGN SIGHT (2007)
- 「第11回亀倉雄策賞受賞記念　植原亮輔展」 クリエイションギャラリーG8 (2009)
- 「キギ」展　ギンザ・グラフィック・ギャラリー (2012)
- 「続キギ」展　ヒルサイドフォーラム (2013)
- 「ONE OFF DESIGN」展　PASS THE BATONギャラリー (2014)
- 「KIGI EXHIBITION in Fukuoka」展　三菱地所アルティアム (2015)
- 「KIGIキギ in Clematis no Oka」展　クレマチスの丘・ヴァンジ彫刻庭園美術館 (2016)
- 「KIGI WORK & FREE」展　宇都宮美術館 (2017)
- 「スタンディング酒BAR・酔独楽」越後妻有アートトリエンナーレ2018大地の芸術祭＜方丈記私記＞ (2018)  *東京ADC会員賞 (2019)

## 主な受賞歴（日本国内）
- 東京ADC賞（2000・2002・2003）
- JAGDA新人賞（2001）
- JAGDA賞（2010・2010・2013・2014・2015・2015・2016）
- 第11回亀倉雄策賞（2009）
- 東京TDC賞（2009・2014・2016）
- 東京ADC会員賞（2013・2017・2019）
- 東京ADCグランプリ（2015）

## 主な受賞歴（海外）
- YOUNG GUN GOLD（2002）／オーストラリア
- NY ADC GOLD（2004・2013）SILVER（2010）BRONZE（2011）／アメリカ
- ワルシャワポスタービエンナーレ SILVER（2006）／ポーランド
- ONE SHOW DESIGN GOLD（2013）SILVER（2014）／アメリカ
- D&AD Wood Pencil (2004・2015) ／イギリス

## 著作・作品集
- 作品集「キギ/KIGI」リトルモア刊 (2012)
- 作品集「KIGI_M_001_privatework」「KIGI_M_002_product」「KIGI_M_003_graphic」リトルモア刊 (2016)
- 作品集「KIGI_M_004_now and before」リトルモア刊 (2018)